# 시노다 요시유키
시노다 요시유키(일본어: 篠田 善之, 1971년 6월 18일 ~ )는 일본의 전직 축구 선수이자 현 축구 지도자로 현재 방포레 고후의 감독직을 맡고 있으며 현역 시절 포지션은 미드필더였다.

## 선수 시절
1990년 고향팀인 방포레 고후에서 데뷔한 뒤 1995년 아비스파 후쿠오카로 트레이드된 이후 2004년 은퇴할 때까지 공식전 235경기 13골로 재팬 풋볼 리그 1995 우승, J리그 디비전 2 2003 4위, J리그 디비전 2 2004 3위 등을 이끌어내며 아비스파 후쿠오카의 핵심 미드필더로 활약했다.

## 지도자 경력
2008년 친정팀인 아비스파 후쿠오카의 감독으로 지도자 커리어를 시작한 이후 2011년까지 아비스파 후쿠오카의 지휘봉을 맡으며 J리그 디비전 2 2010 3위 및 J리그 디비전 1 2011 승격을 이끌었고 2016년부터 2017년까지 FC 도쿄의 사령탑을 맡아 J리그컵 2016 4강, 2016년 AFC 챔피언스리그 16강 진출 등을 이끌었다.
이후 2019년 시미즈 에스펄스의 감독을 역임하며 천황배 2019 4강 진출을 지휘했으며 방포레 고후의 천황배 사상 첫 우승을 이끌고 물러난 요시다 다쓰마 전 감독의 후임 사령탑으로 취임하며 무려 32년만에 고향팀으로 돌아왔다.
그리고 2023-24년 AFC 챔피언스리그 본선 6경기에서 3승 2무 1패를 기록하는 돌풍을 일으키며 J2리그팀 역사상 첫 아시아 챔피언스리그 16강 진출 및 2부 리그 구단 역사상 세계 최초의 최상위 클럽 대항전 토너먼트 진출이라는 새로운 역사를 이끌었다.

## 수상

### 클럽 (선수)
아비스파 후쿠오카
- 재팬 풋볼 리그 : 우승 (1995)
- J2리그 : 3위 (2004), 4위 (2003)

### 클럽 (지도자)
아비스파 후쿠오카
- J2리그 : 3위 (2010)

FC 도쿄
- J리그컵 : 4강 (2016)

시미즈 에스펄스
- 천황배 : 4강 (2019)